# Villa Primrose
Pour les articles homonymes, voir Primrose et Villa Primerose.
La Villa Primrose est un club de sport fondé en 1897 et basé Bordeaux.

## Historique
Formé en 1897 par un groupe de bordelais passionnés de tennis, ses installations sont aménagées dans la partie occidentale d'une demeure bourgeoise - Mirande où Cyprien Balaresque (1834-1901) avait récemment fait édifier pour ses enfants ses propres terrains de tennis - du quartier Caudéran. Le siège du nouveau club, présidé par Édouard Lawton et doté d'un comité, au sein duquel on relève les noms de MM. du Vivier, Buhan, de Pelleport et de Luze, est brillamment inauguré le 15 juin 1897 et les statuts de la Société athlétique de la Villa Primrose déposés le 17 novembre suivant à la préfecture de la Gironde.
Le but déclaré de la S.A.V.P. est d'encourager les sports athlétiques et en particulier le jeu de paume dit Lawn-Tennis tout en assumant un double rôle de club sportif et de club mondain.
Le club diversifie par la suite ses activités, même si le tennis reste l'activité principale : escrime, hockey sur gazon, tennis de table (en 1933) et volley-ball (en 1939). Seules les sections tennis et hockey sur gazon existent actuellement.
La Société demeure un des plus importants centre de formation de France. La Villa Primrose dispose de quinze courts de tennis en terre battue dont cinq en salle ainsi que deux en GreenSet, trois courts de mini-tennis et un mur d'entraînement.

## Sections

### Tennis

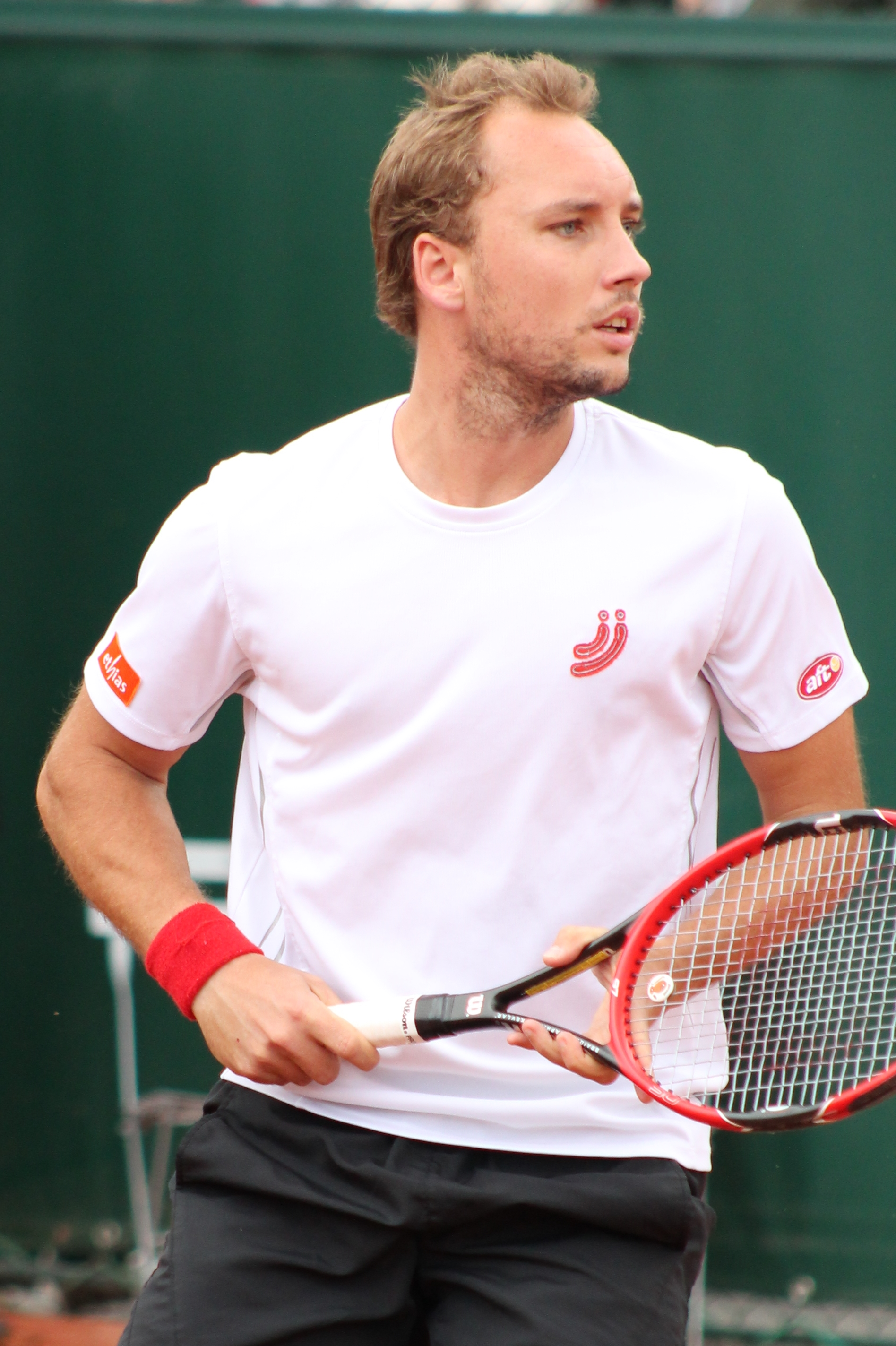
Steve Darcis, vainqueur de l'édition 2017.

L'USFSA qui régit alors la pratique du sport en France y organise le championnat de France en 1909. La Villa Primerose constitue alors le premier club de tennis de province grâce à la présence de joueurs de premier plan tels que Jean Samazeuilh, François Blanchy, mais aussi Daniel Lawton qui seront tous les trois sélectionnés pour représenter la France aux Jeux olympiques d'Anvers en 1920.
Des années 1950 aux années 1970, les installations accueillent à six reprises le National. Parmi les anciens joueurs célèbres figurent alors les frères Jauffret, Jean-Paul, Pierre et François, Patrice Dominguez et Loïc Courteau. 
De 1979 à 1995, le Grand prix passing shot, tournoi du circuit Grand Prix puis ATP, y est organisé. Des joueurs tels que Yannick Noah, Ivan Lendl et Guy Forget s'y sont imposés.
En 2008, un tournoi Challenger voit le jour, le BNP Paribas Primrose Bordeaux qui se déroule la deuxième semaine de mai juste avant Roland Garros. La première édition est remportée par Eduardo Schwank tandis que Richard Gasquet et Gaël Monfils s'y sont également illustrés. Les matchs se déroulent sur le court Patrice Dominguez qui peut accueillir plus de 1 700 spectateurs. Depuis 2023, il s'agit d'un des tournois les plus importants du calendrier, offrant une dotation de 200 000 $.
Depuis de nombreuses années, l'équipe première masculine du club évolue en premier division (Pro A) du Championnat de France interclub. Après deux échecs en finale, la Villa décroche le titre de Champion de France 2012 en battant le TC Paris. Trois autres titres ont suivis depuis.
L'équipe première comprenait alors dans ses rangs Romain Jouan et Steve Darcis (depuis 2007), Michaël Llodra (depuis 2009), Serhiy Stakhovsky (depuis 2012), Jérémy Chardy (depuis 2015) et Édouard Roger-Vasselin (depuis 2017). Benoît Paire et Roberto Bautista-Agut ont aussi joué pour le club.
L'équipe de France de Coupe Davis y effectue un stage de préparation en novembre 2014 avant la finale de la coupe Davis 2014.

### Hockey sur gazon
La section hockey sur gazon est créée le 2 décembre 1925. La Villa Primrose a remporté le championnat de France dames en 1939 et messieurs à quatre reprises dans les années 1950. Cette section dispose d'un terrain synthétique depuis septembre 2003 et d'un gymnase pour la pratique du hockey en hiver. L'équipe féminine a remporté le titre Nationale 1 salle en 2015.

### Volley-ball
L'équipe féminine de volley-ball de la Villa Primrose est sacrée championne de France en 1941 et 1942. La section n'existe plus.
L'équipe masculine de volley-ball de la Villa Primrose est vice-champion de France en 1941 et troisième en 1939.

## Liste des présidents
La Villa Primerose a connu sept présidents depuis sa création :
- Edouard Lawton (1897-1923)
- Benjamin Damas (1923-1931)
- Daniel Lawton (1931-1969)
- Roland Journu (1969-1973)
- Daniel Georges Lawton (1973-2000)
- Bernard Dupouy (2000-2020)
- Emmanuel Cruse (2020-)

Jacques Chaban-Delmas a eu le titre de président d'honneur du club.

## Palmarès
- Tennis :
  - Champion de France interclub (hommes) : 2012, 2015[14], 2017 et 2020
  - Vice-champion de France interclub (hommes) : 2009, 2011 et 2025[15]

- Hockey sur gazon :
  - Champion de France (hommes) : 1950, 1954, 1955 et 1956
  - Champion de France (femmes) : 1939

- Volley-ball :
  - Champion de France (hommes) : 1941 et 1942

## Identité visuelle
Le club a arboré plusieurs logotypes au cours de son histoire.

Logo du club jusqu'en 2008.
Logo du club depuis 2009.